# Sisyrinchium limarinum
Sisyrinchium limarinum är en irisväxtart som beskrevs av Pierfelice Ravenna. Sisyrinchium limarinum ingår i släktet gräsliljor, och familjen irisväxter. Inga underarter finns listade i Catalogue of Life.